# Fernando Díaz Ramírez
Fernando Díaz Ramírez (Querétaro, 8 de marzo de 1904 - Ib., 17 de abril de 1981),fue un abogado, historiador, bibliófilo, escritor y profesor mexicano, rector fundador de la Universidad Autónoma de Querétaro, magistrado del Tribunal Superior de Justicia.Gobernador interino en 1927.